# Curuçambaba
Curuçambaba é uma vila situada no município de Cametá no estado do Pará, distante cerca de 170 km da capital Belém. A vila possui muitas tradições, uma delas o Círio de Nossa Senhora do Pilar atraindo fiéis no mês de julho. Além disso contém muitas aéreas de lazer naturais,sendo é um dos melhores pontos turísticos do município. Curuçambaba tem cerca de 3.000 habitantes. As principais fontes de economia são: o açaí, a produção de farinha de mandioca e a pesca.